# Selkäsaaret (ö i Finland, Norra Savolax, Kuopio, lat 63,22, long 27,32)
Selkäsaaret är en ö i Finland. Den ligger i sjön Onkivesi och i kommunen Kuopio i den ekonomiska regionen  Kuopio ekonomiska region  och landskapet Norra Savolax, i den centrala delen av landet, 400 km norr om huvudstaden Helsingfors. Öns area är 4,6 hektar och dess största längd är 0,6 kilometer i sydöst-nordvästlig riktning.  Notera att namnet antyder att det är fråga om flera öar.